# كورازون أكينو

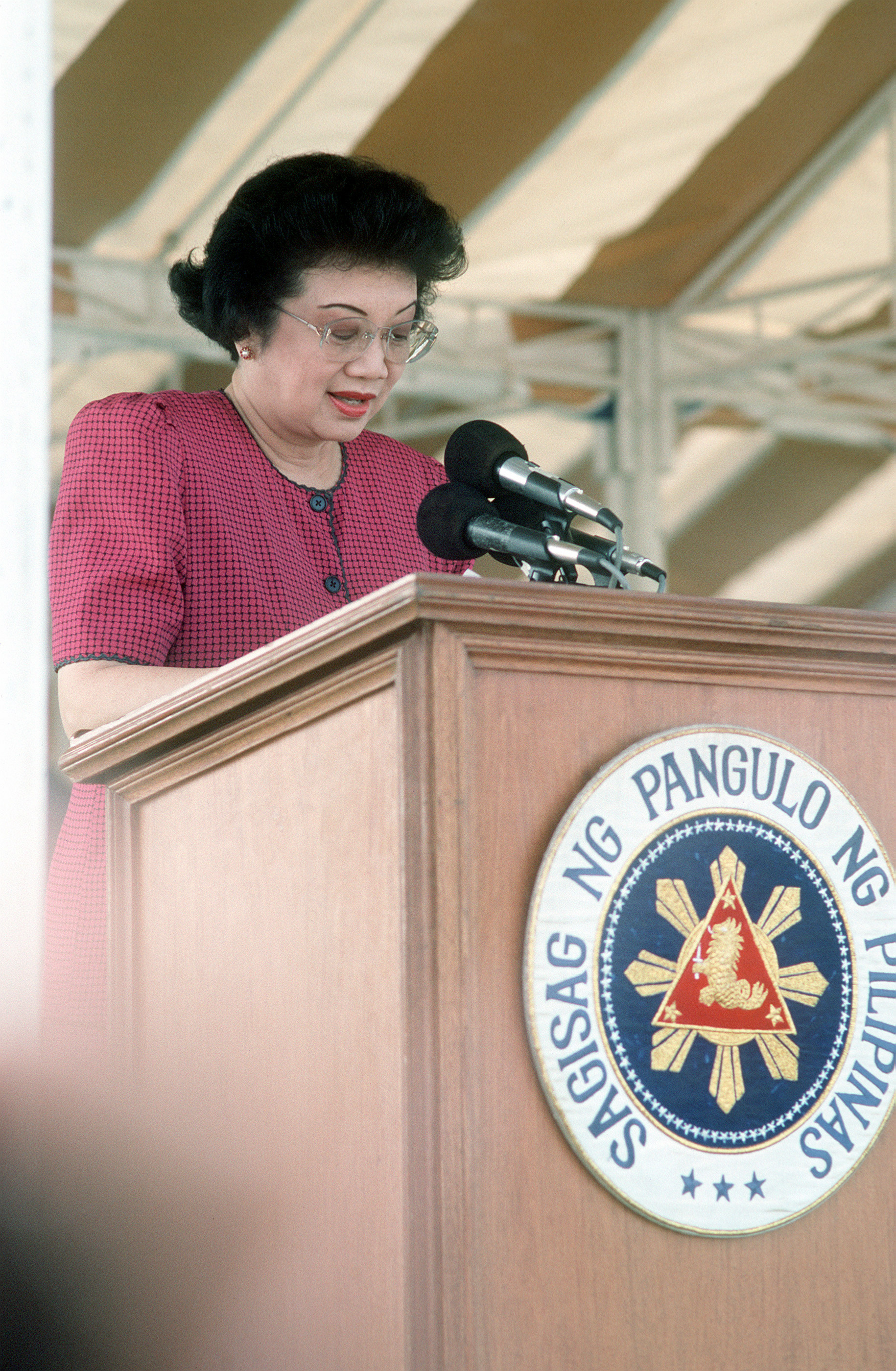
كورازون أكينو

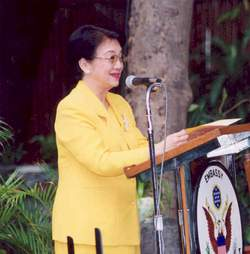
كورازون أكينو

كورازون أكينو (25 يناير 1933 - 1 أغسطس 2009) هي الرئيسة الحادية عشر لجمهورية الفلبين ولدت بمانيلا في 25 يناير 1933 حكمت الفلبين من 25 فبراير 1986 إلى 30يونيو 1992م سبقها الرئيس فرديناند ماركوس كانت تتزعم المعارضة الفلبينية تولت الرئاسة بدعم من الجيش بعد فرار الرئيس الفلبيني فرديناند ماركوس هو وعائلته بعد إضرابات شهدتها الفلبين ضد حكمه، وفي عام 1987 - فشلت القوات الفلبينية الموالية للرئيسة كورازون أكينو في محاولة الانقلاب العسكري في الفلبين.

## روابط خارجية
- كورازون أكينو على موقع الموسوعة البريطانية (الإنجليزية)
- كورازون أكينو على موقع مونزينجر (الألمانية)
- كورازون أكينو على موقع ميوزك برينز (الإنجليزية)
- كورازون أكينو على موقع إن إن دي بي (الإنجليزية)